# Vlasta Pešková
Vlasta Pešková, později Hrbková a Hornychová (* 11. dubna 1938, Příbram) je bývalá československá atletka, jejíž specializací byl hod oštěpem. Její osobní rekord z 19. června 1960 má hodnotu 56,21 metru. V roce 1957 a v letech 1963–1967 postupně vybojovala šest titulů mistryně ČSSR.

## Kariéra
S atletikou začínala v roce 1953 v rodném městě a o dva roky později startovala za Tatran Březnice. V letech 1956–1965 závodila za Spartu Praha, poté dva roky v oddílu VŠ Praha (1966–1967). Celkově čtyřiadvacetkrát reprezentovala v mezistátních utkáních (1957–1967).

### LOH 1960
Největším úspěchem její kariéry bylo 4. místo na letních olympijských hrách v Římě v roce 1960. Ve finále měřil její nejdelší pokus 52,56 metru. Bronz vybojovala litevská oštěpařka hájící barvy Sovětského svazu Birutė Kalėdienė, která hodila 53,45 m. Stříbro získala Dana Zátopková (53,78 m) a olympijskou vítězkou se stala sovětská atletka, lotyšské národnosti Elvīra Ozoliņa, která v první sérii poslala oštěp do vzdálenosti 55,98 m.
Osobní rekord, který se Pešková vytvořila v červnu téhož roku a jehož hodnota je 56,21 m, by na olympijských hrách znamenal zisk zlaté medaile.